# Liste der Monuments historiques in Montmagny (Val-d’Oise)
Die Liste der Monuments historiques in Montmagny (Val-d’Oise) führt die Monuments historiques in der französischen Gemeinde Montmagny auf.

## Liste der Bauwerke
| Bezeichnung         | Beschreibung                                                                | Standort                 | Kennzeichnung | Schutzstatus | Datum | Bild           |
| ------------------- | --------------------------------------------------------------------------- | ------------------------ | ------------- | ------------ | ----- | -------------- |
| Kapelle Ste-Thérèse | Bauwerk der Architekten Auguste und Gustave Perret aus den Jahren 1926–1927 | 242, rue d’Épinay (Lage) | PA00125477    | Classé       | 1997  | weitere Bilder |